# Cerritos de indios

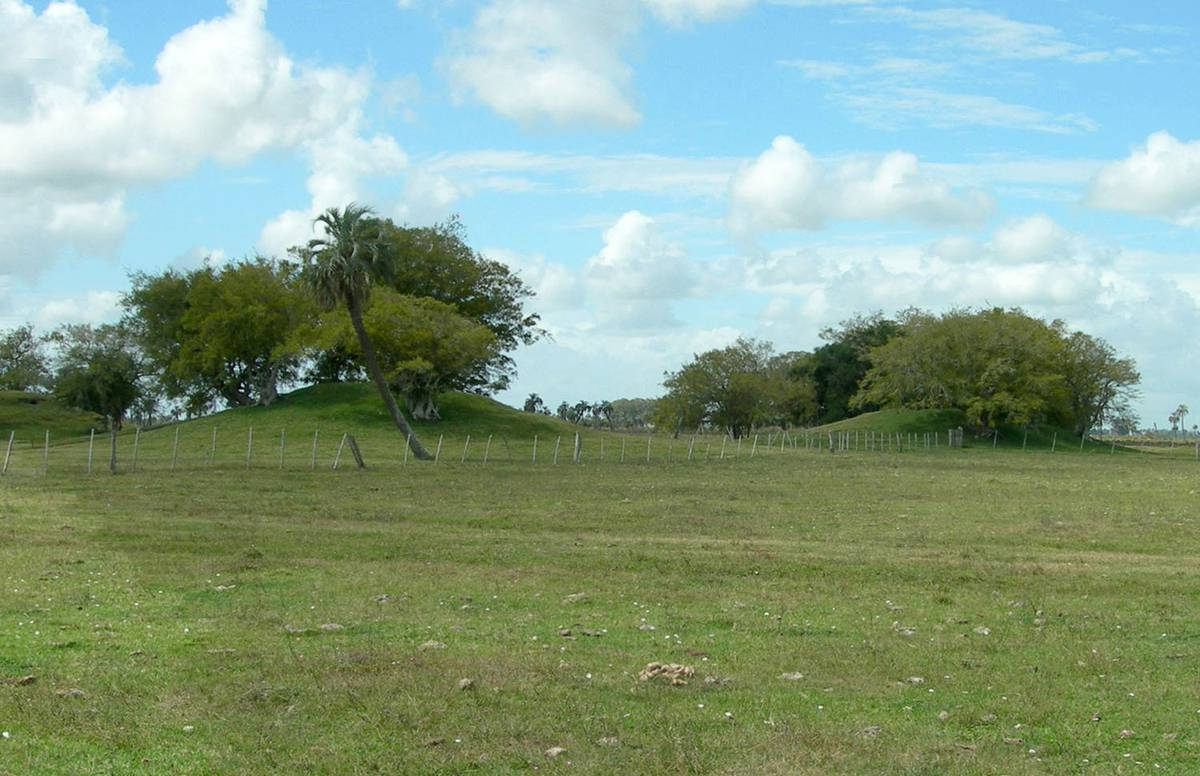
Conjunto de cerritos de indios en la zona del Departamento de Rocha, Uruguay.

Los cerritos de indios son un complejo de más de 3000 montículos de tierra que se distribuyen en una amplia extensión de territorio desde el este de Uruguay hasta el sur de Brasil.  Constituyen vestigios arqueológicos del pasado indígena precolombino de la región.
La datación por radiocarbono determinó que cerritos más antiguos, ubicados en la región de India Muerta en Rocha, Uruguay, tienen una antigüedad de entre 4200 y 5000 años
El Conjunto de Cerritos del Área de India Muerta fue declarado Monumento Histórico Nacional de Uruguay en el año 2008.

## Ubicación

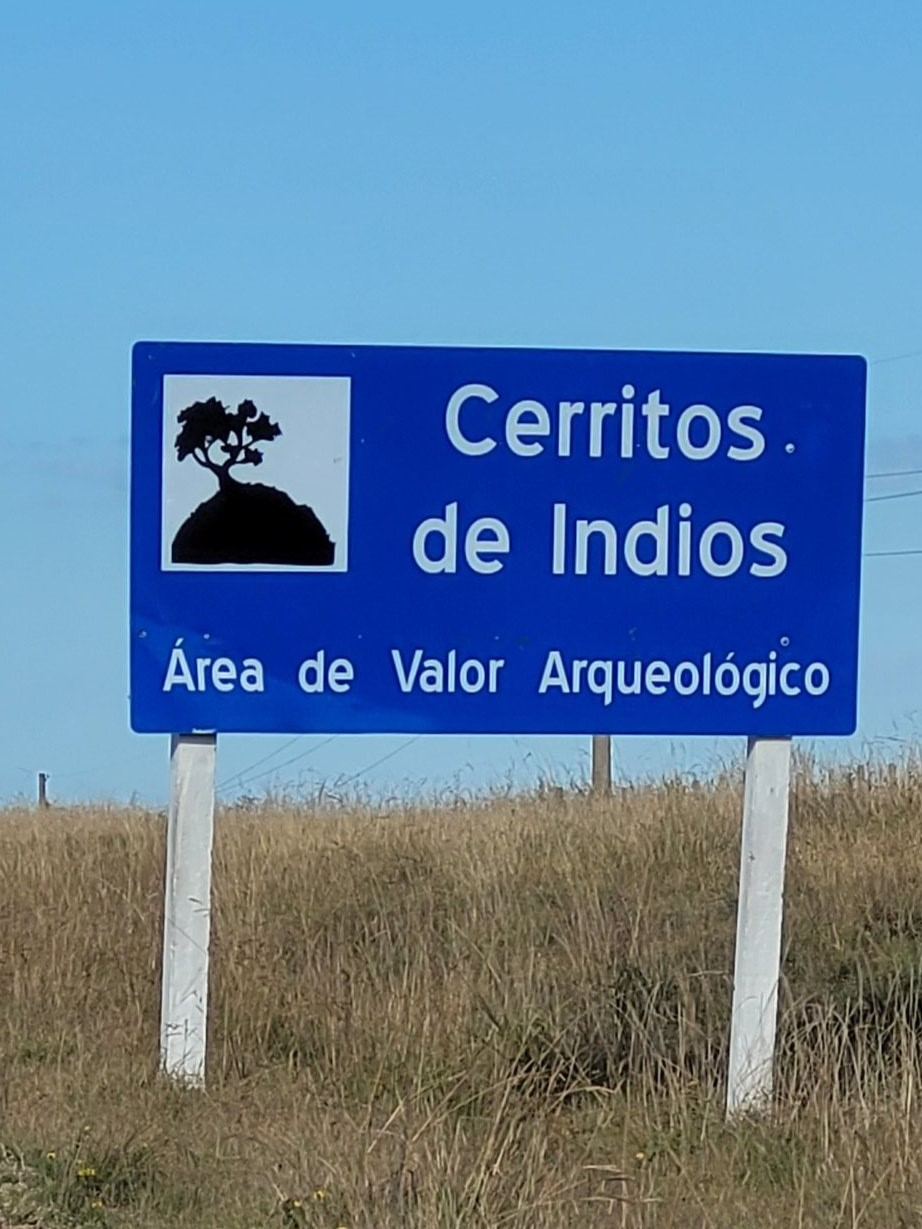
Cartel de ruta indicando área de valor arqueológico.

Fueron construidos en una región de llanura cubierta por praderas y humedales. En Uruguay se los encuentra principalmente en los departamentos de Treinta y Tres y Rocha, aunque también se los puede apreciar en Cerro Largo, Tacuarembó y Rivera, en Brasil se encuentran en el extremo sur de Río Grande del Sur.

## Construcción
Los cerritos de indios se encuentran por lo general agrupados en una zona acotada, pueden encontrase desde algunos pocos a varias decenas de cerritos juntos, que van de formas circulares a alargadas, con bases que pueden llegar a los 100 metros de diámetro y a alturas promedio desde los dos metros hasta los siete metros.

### Los constructores de cerritos
No se tienen registros directos de la cultura que construyó los cerritos, se cree que desaparecieron mucho antes de la llegada de los primeros cronistas europeos. Algunos historiadores identifican a los guenoas-minuanos como los descendientes de la cultura responsable de estas construcciones.
Las investigaciones arqueológicas han permitido determinar que tenían una economía compleja basada en la articulación de diferentes actividades productivas: la caza de diversos mamíferos como venados de campo, lobos de mar, guazuvirá, entre otros, la recolección de frutos y raíces, destacablemente el fruto de la palmera de butiá, la pesca, la recolección de mariscos y la agricultura del maíz, el zapallo y el poroto, este último un descubrimiento remarcable, pues hasta el momento se creía que la agricultura había sido introducida a la región por los conquistadores europeos.

### Hipótesis de los hornos de tierra

Diagrama de un horno de tierra Maori, se especula en un origen similar aunque independiente para los cerritos de indios, siendo un ejemplo de dos tecnologías convergentes.

Investigaciones recientes del arqueólogo uruguayo Roberto Bracco y su equipo sugieren como posible origen que las estructuras de los cerritos de indios habrían sido originados por un uso constante y acumulativo a lo largo del tiempo como hornos de tierra para cocinar alimentos. Restos de hormigueros de Camponotus Punctulatus (tacuruses) indican que éstos habrían sido utilizados en los hornos como acumuladores de calor, con el uso reiterado de los hornos estos desechos comienzan a acumularse y, junto con la ceniza, hacen crecer el montículo.
Análisis fisicoquímicos de los sedimentos que forman estas estructuras habrían arrojado una evidencia fuerte: todo el sedimento que compone el cerrito ha sido termoalterado, lo que quiere decir que ha sido expuesto a temperaturas mínimas de 350 °C, además de las grandes concentraciones de fósforo y potasio relacionado con el depósito de cenizas. 
Con el paso de grandes periodos de tiempo estas estructuras habrían adquirido una gran importancia social y cultural en las comunidades que los utilizaban, llevando a otros usos como los de lugares de sepultura.

## Investigación arqueológica
El hallazgo de estos vestigios constituyeron un sustancial cambio de idea respecto de los habitantes originarios de la antigua Banda Oriental; ahora se habla de 10.000 años de antigüedad. Esto ha dado lugar a varias controversias entre científicos e historiadores. Tampoco faltan quienes se dedican a estudiar estos montículos como aparatos funerarios.
Ya desde fines del siglo XIX, estos fenómenos atrajeron la atención de investigadores como José Arechavaleta, y también fueron nombrados por José Henriques Figueira y Francisco Bauzá. En la actualidad, un arqueólogo que ha dedicado su vida profesional a esta investigación es Oscar Prieto.